# Antti Rantakangas
Antti Toivo Armas Rantakangas, född 28 februari 1964 i Pulkkila, död 22 november 2019 i Helsingfors, var en finländsk politiker (Centern). Han var ledamot av Finlands riksdag från 1999 fram till sin död. Till utbildningen var Rantakangas agrolog.
Rantakangas omvaldes i riksdagen i riksdagsvalet 2015 med 5 960 röster från Uleåborgs valkrets.

## Utmärkelser
- Riddartecknet av I klass av Finlands Lejons orden,  6 december 2007[3]
- Brandvärnets förtjänstkors,  27 februari 2018[4]

[Redigera Wikidata]